# ボーダンクロオウム
ボーダンクロオウム（Calyptorhynchus baudinii）は、鳥綱インコ目オウム科クロオウム属に分類される鳥類。別名オジロクロオウム。

## 分布
オーストラリア（西オーストラリア州南西部）

## 形態
全長55 - 60センチメートル。尾羽はやや長い。全身は黒色く、バフ色の横縞が入る。頭部には短い冠羽がある。頬に薄灰色の斑紋が入る。
眼の周囲には羽毛が無く皮膚が露出する。虹彩は暗褐色。上嘴は長い。後肢の色彩は灰褐色。
雛は白や黄色の綿羽で覆われる。
オスは眼の周囲の裸出した皮膚がピンクで、嘴の色彩は暗灰色。メスは眼の周囲の裸出した皮膚や嘴の色彩が灰色。

## 分類
BirdLife Internationalでは2016年現在、本種をZanda属に分類している。

## 生態
主にマリーEucalyptus calophyllaからなるユーカリ林に生息する。非繁殖期には家族群が集合し大規模な群れを形成することもあり、繁殖している地域に限らず食物を求めて移動する。ニシオジロクロオウムと混群を形成することもある。
主にマリーの種子や花を食べるが、他の植物の種子や花の蜜、昆虫なども食べる。
繁殖様式は卵生。8 - 翌1月にユーカリの樹洞に木屑を敷いた巣を作り、飼育下では2個の卵を産んだ例がある。抱卵期間は約28日。

## 人間と関係
アーモンド・ナシ・リンゴなどを食害する害鳥とみなされることもある。
森林伐採による営巣木の減少、狩猟などにより生息数は減少している。野生化したミツバチ類との営巣環境の競合、地下水抽出による水資源の枯渇や植生の変化などによる影響も懸念されている。オーストラリアでは法的に保護の対象とされているが、密猟されることもある。1981年にインコ目単位でワシントン条約附属書IIに掲載されている。1977年における生息数は5,000 - 25,000羽と推定されている。1995 - 2004年における生息数は10,000 - 15,000羽と推定されている。